# Jaskier górski
Jaskier górski (Ranunculus montanus Willd.) – gatunek rośliny z rodziny jaskrowatych (Ranunculaceae Juss.). Występuje naturalnie w Alpach, Apeninach i Pirenejach.
W Polsce nie występuje. Używana w literaturze krajowej nazwa Ranunculus montanus Willd. odnosi się do gatunku jaskier halny (Ranunculus pseudomontanus Shur.).

## Rozmieszczenie geograficzne

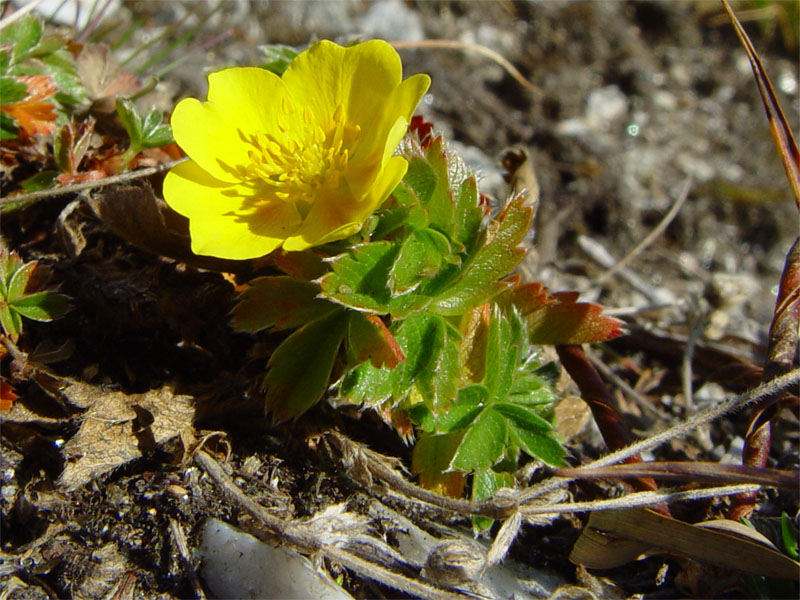
Okaz z Lombardii we Włoszech

Gatunek ten rośnie naturalnie w górach – w Alpach, Apeninach i Pirenejach, a także w górach Corbières i Jura. Występuje na terenie takich państw jak: Francja, Szwajcaria, Włochy, Niemcy, Austria, Słowenia, Chorwacja, Bośnia i Hercegowina, Serbia, Czarnogóra i Macedonia. We Francji został zaobserwowany w departamentach Ain, Alpy Górnej Prowansji, Alpy Wysokie, Alpy Nadmorskie, Ariège, Aude, Isère, Pireneje Atlantyckie, Pireneje Wysokie, Pireneje Wschodnie, Sabaudia, Górna Sabaudia oraz Var, a według niektórych źródeł także w departamencie Górny Ren. W Szwajcarii występuje powszechnie z wyjątkiem północnej części kraju. We Włoszech rośnie w regionach Dolina Aosty, Friuli-Wenecja Julijska, Trydent-Górna Adyga, Toskania, Piemont, Lombardia oraz Wenecja Euganejska.

## Morfologia

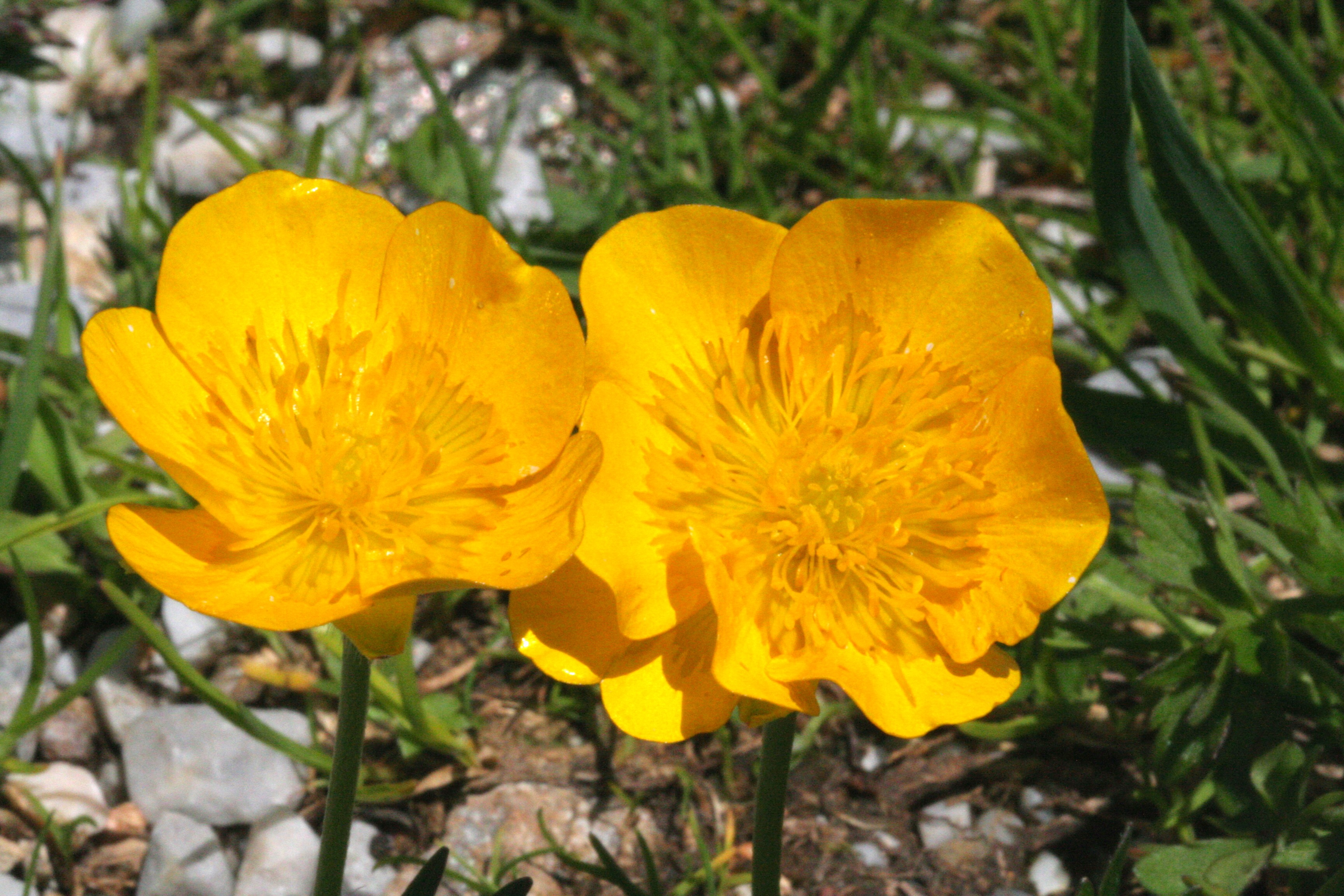
Kwiaty

PokrójNiska bylina o lekko owłosionych pędach. Dorasta do 5–40 cm wysokości. Łodyga jest nieco rozgałęziona i krótka. Ma krótkie kłącza.
LiścieLiście odziomkowe złożone są z 3–5 segmentów o owalnym kształcie. Są błyszczące, bezwłose lub mają słabe owłosienie o sinej barwie. Brzegi są ząbkowane. Liście łodygowe są całobrzegie i węższe – mają owalny lub lancetowaty kształt. Ułożone są w nibyokółku dookoła łodygi.
KwiatySą pojedyncze lub zebrane po 2–3 w kwiatostanach. Dorastają do 20–30 mm średnicy. Mają żółtozłotą barwę. Działki kielicha są wyprostowane i owłosione. Dno kwiatowe jest owłosione. Słupki są nagie.
OwoceNiełupki z wygiętym dzióbkiem na szczycie.
Gatunki podobneDo rośliny podobne są gatunki R. gouanii, R. carinthiacus, R. aduncus, R. oreophilus oraz R. carpaticus, które również rosną w górach Europy.

## Biologia i ekologia
Rośnie na łąkach, polanach w lasach, piargach oraz w miejscach, gdzie zalega śnieg. Kwitnie od maja do sierpnia. Występuje na wysokości od 700 do 2700 m n.p.m. Preferuje stanowiska w półcieniu. Dobrze rośnie na glebach o odczynie zasadowym.
Roślina jest owadopylna. Nasiona są przenoszone przez zewnętrzne części ciała zwierząt.
W obrębie tego gatunku wyhodowano kultywar 'Molten Gold' – dorasta do 12 cm wysokości, ma zwarty pokrój, liście mają ciemnozieloną barwę, a kwiaty są swobodnie wzniesione.